# Diagram-kijanka
Diagram-kijanka (ang. tadpole) – jednopętlowy diagram Feynmana z jedną zewnętrzną linią dający wkład do jednopunktowej funkcji korelacji (czyli do próżniowej wartości oczekiwanej pola). Jednopętlowy diagram z propagatorem wchodzącym do tego samego wierzchołka, z którego wyszedł, także są często nazywane kijankami.
Dla wielu bezmasowych teorii te diagramy znikają przy regularyzacji wymiarowej (wynika to z analizy wymiarowej i nieobecności skali mas w całce po pętli). Także w elektrodynamice kwantowej jest możliwy diagram-kijanka
ale nie daje on wkładu do amplitud rozpraszania na mocy twierdzenia Furry'ego.
Fizyka kijanek i słowo tadpole zostały wprowadzone przez Sidneya Colemana. Redaktor nie był zadowolony, ale zmienił zdanie, kiedy Coleman zaproponował w zamian nazwy spermion lub lollypop. Wszystkie nazwy pochodzą od kształtu tego diagramu: kółka z linią dołączoną do niego od zewnątrz. Diagramy-kijanki w tym znaczeniu pierwszy raz pojawiły się w artykule: Coleman and Glashow, Physical Review v. 134, p.B671 (1964).